# 矢板綠妖精足球會
矢板綠妖精（日语：ヴェルフェ矢板，VertFee Yaita），簡稱「矢板綠精」，是一支位於栃木縣矢板市的足球俱樂部球隊。隊名VertFee是一個創造詞，意思是“綠妖精”，取自法語中的「綠」[Vert]和「妖精」[Fee]的組合。

## 簡介
1978年，當矢板市在1980年的栃葉全國運動會上成為青少年足球場時，作為矢板足球俱樂部成立。2007年，球會成立了NPO高原那須體育俱樂部，並將隊名改為『ヴェルフェ高原那須』。2019年，以當年4月開業的栃木足球中心為基礎，創造新的人流，為以矢板市為中心的栃木縣北部地區做出貢獻，紮根地區，與球會將戰隊的名稱改為『ヴェルフェ矢板』，以瞄準一支心愛的戰隊。「ヴェルフェ」(VertFee)是一個創造詞，它是法語中“綠：Vert”和“妖精：Fee”的組合，“綠妖精”意味的人造語。